# Crematogaster trautweini
Crematogaster trautweini är en myrart som beskrevs av Hugo Viehmeyer 1914. Crematogaster trautweini ingår i släktet Crematogaster och familjen myror. Inga underarter finns listade i Catalogue of Life.